# Tour de France de 1904
O Tour de France 1904, foi a segunda edição da prova ciclística Volta da França, realizada entre os dias 2 de julho e 23 de julho de 1904.
Participaram desta competição 88 ciclistas, chegaram em Paris 15 competidores. O vencedor Henri Cornet, ciclista da França, fez o percurso com uma velocidade média de 25,265 km/h.
Foram percorridos 2.429 km, sendo a prova dividida em 6 etapas.

## História

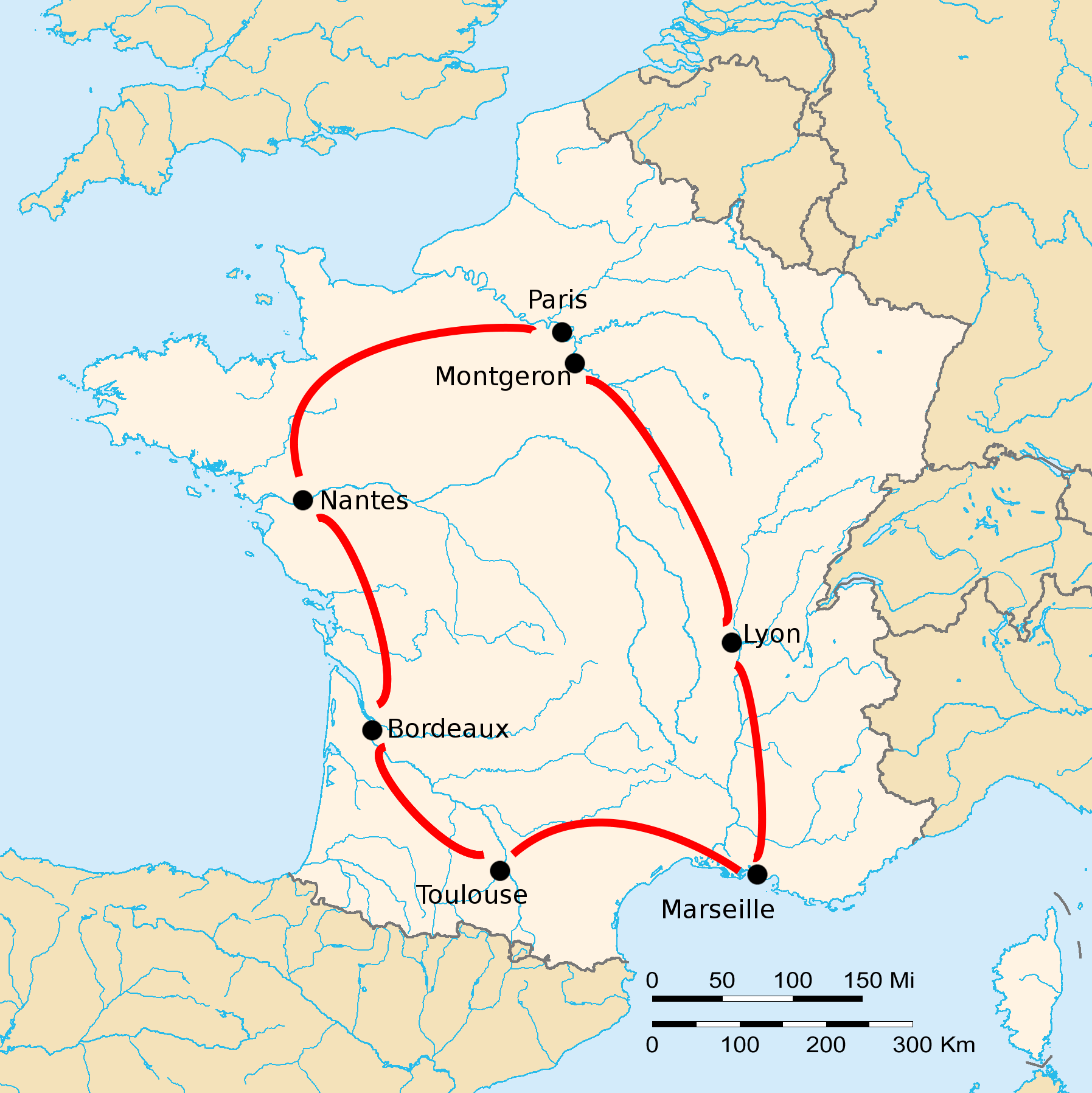
Tour de France 1904.

Os vencedores originais da competição foram Maurice Garin ciclista italiano, naturalizado francês (etapa 1), Hippolyte Aucouturier ciclista francês (etapas 2, 3, 5 e 6) e Lucien Pothier também francês (etapa 4). Maurice Garin que foi o vencedor do Tour de France 1903, liderou a competição da primeira a última etapa com o tempo de 93h 6' 24".
O Comitê Técnico da "Union Vélocepedique de France" (UVF), após apuração de denuncias, desclassificou todos os quatro primeiros da classificação geral, Maurice Garin, Lucien Pothier, Cesar Garin e Hippolyte Aucouturier, mais outros nove corredores, devido a conduta não esportiva além de outras infrações durante as etapas. Maurice Garin foi suspenso por dois anos. Stéphane Chaput, Pierre Chevallier e Lucien Pothier foram excluidos das competições ciclistas para sempre. Ferdinand Payan e Prévost ficaram suspensos por um ano.
Em 30 de novembro de 1904 foi anunciada a nova classificação, e Henri Cornet passou a ser o mais jovem vencedor do "Tour de France", na época com 19 anos e onze meses de idade, título que mantem até hoje. Ele percorreu os últimos 35 km da prova com um pneu de sua bicicleta vazio. O último a cruzar a linha de chegada foi o ciclista francês Antoine Deflotrière, 23º na classificação geral , após 104h 28' 23" da chegada do vencedor.
Ocorreram também graves problemas envolvendo torcedores que bloquearam o percurso em diversas oportunidades e em diversos locais, comprometendo a segunda edição do "Tour de France". Henri Desgrange o organizador da corrida pensou em não realizar outras edições da prova. O historiador especializado em ciclismo Jacques Seray escreveu o livro "1904 The Tour de France that was Almost the Last" aonde é relatado a história desta competição.

## Resultados

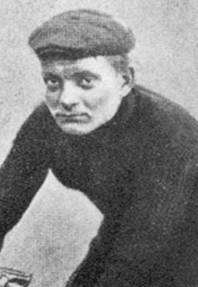
Henri Cornet
ciclista francês (1884-1941)
1º colocado.

### Classificação geral
Henri Cornet foi o campeão do Tour de France de 1904.
| Posição | Nome                     | País    | Tempo       |
| ------- | ------------------------ | ------- | ----------- |
| 1       | Henri Cornet             | França  | 96h05'45"   |
| 2       | Jean-Baptiste Dortignacq | França  | + 2h16'14"  |
| 3       | Aloïs Catteau            | Bélgica | + 9h01'25"  |
| 4       | Jean Dargassies          | França  | + 13h04'30" |
| 5       | Julien Maitron           | França  | + 19h06'15" |
| 6       | Auguste Daumain          | França  | + 22h44'36" |
| 7       | Louis Coolset            | Bélgica | + 23h44'20" |
| 8       | Achille Colas            | França  | + 25h09'50" |
| 9       | René Saget               | França  | + 25h55'16" |
| 10      | Gustave Drioul           | Bélgica | + 30h54'49" |

### Etapas
O Tour de France de 1904 teve seis etapas, começando e terminando em Paris.
| Etapa    | Data        | Percurso             | km  | Vencedor da etapa        | Líder classificação geral |
| -------- | ----------- | -------------------- | --- | ------------------------ | ------------------------- |
| 1ª etapa | 2 de julho  | Paris - Lyon         | 467 | Michel Frederick         | Michel Frederick          |
| 2ª etapa | 9 de julho  | Lyon - Marselha      | 374 | Antoine Faure            | Émile Lombard             |
| 3ª etapa | 13 de julho | Marselha - Toulouse  | 424 | Henri Cornet             | Henri Cornet              |
| 4ª etapa | 17 de julho | Toulouse - Bourdeaux | 268 | François Beaugendre      | François Beaugendre       |
| 5ª etapa | 20 de julho | Bourdeaux - Nantes   | 425 | Jean-Baptiste Dortignacq | Henri Cornet              |
| 6ª etapa | 23 de julho | Nantes - Paris       | 471 | Jean-Baptiste Dortignacq | Henri Cornet              |

CR = Contra-relógio individual
CRE = Contra-relógio por equipes